# Persone di nome Jordan
| Questa pagina contiene informazioni ricavate automaticamente dalle voci biografiche con l'ausilio del template Bio e di un bot. L'aggiornamento è periodico e automatico e ricostruisce completamente la pagina. Se manca una persona in questa lista, sei pregato di non aggiungerla, ma accertati piuttosto che la sua voce biografica contenga il template Bio e che i dati anagrafici siano correttamente compilati. Se il template Bio manca, inseriscilo tu stesso o, in alternativa, metti l'avviso {{tmp\|Bio}} che ne segnala la mancanza. Se i dati riportati sono sbagliati, correggi direttamente la voce biografica; le modifiche saranno visibili in questa lista entro pochi giorni. Per chiarimenti vedi il progetto antroponimi. La lista contiene solo le 321 persone che sono citate nell'enciclopedia e per le quali è stato implementato correttamente il template Bio. Pagina aggiornata al 22 lug 2025. |

Questa è una lista di persone presenti nell'enciclopedia che hanno il nome Jordan, suddivise per attività principale.

## Alpinisti(1)
- Jordan Romero, alpinista statunitense (Redlands, n. 1996)

## Artisti marziali misti(1)
- Jordan Mein, artista marziale misto canadese (Lethbridge, n. 1989)

## Attori(20)
- Jordan Belfi, attore statunitense (Los Angeles, n. 1978)
- Jordan Bridges, attore statunitense (Contea di Los Angeles, n. 1973)
- Jordan Brower, attore statunitense (Lompoc, n. 1981)
- Jordan Clarke, attore statunitense (Rochester, n. 1950)
- Jordan Connor, attore canadese (Calgary, n. 1991)
- Jordan Donica, attore e cantante statunitense (Indianapolis, n. 1994)
- Jay Duffy, attore irlandese (Dublino, n. 1996)
- Jordan Firstman, attore e sceneggiatore statunitense (n. 1991)
- Jordan Fisher, attore, cantante e ballerino statunitense (Trussville, n. 1994)
- Jordan Fry, attore statunitense (Spokane, n. 1993)
- Jordan Garrett, attore statunitense (n. 1992)
- Jordan Gavaris, attore canadese (Caledon, n. 1989)
- Jordan Johnson-Hinds, attore canadese (Toronto, n. 1989)
- Jordan Lund, attore statunitense (Long Island, n. 1957)
- Jordan Metcalfe, attore inglese (Kingston upon Hull, n. 1986)
- Jordan Peele, attore statunitense (New York, n. 1979)
- Jordan Prentice, attore canadese (London, n. 1973)
- Jordan Rodrigues, attore, cantante e ballerino australiano (Sydney, n. 1992)
- Jordan Patrick Smith, attore britannico (Fife, n. 1989)
- Jordan Ver Hoeve, attore e modello statunitense (San Diego, n. 1996)

## Attrici(7)
- Jordan Alexander, attrice canadese (Vancouver, n. 1993)
- Jordan Hinson, attrice statunitense (El Paso, n. 1991)
- Jordan Ladd, attrice statunitense (Los Angeles, n. 1975)
- Jordan Madley, attrice e ex modella canadese (n. 1978)
- Jordan Lane Price, attrice e modella statunitense (Hamburg, n. 1989)
- Jordan Todosey, attrice canadese (Ontario, n. 1995)
- Jordan Trovillion, attrice, cantante e modella statunitense (n. 1984)

## Autori di videogiochi(1)
- Jordan Mechner, autore di videogiochi, scrittore e regista statunitense (New York, n. 1964)

## Calciatrici(1)
- Jordan Nobbs, calciatrice britannica (Stockton-on-Tees, n. 1992)

## Cantanti(7)
- Djordan, cantante bulgaro (Sofia, n. 1987)
- Grandson, cantante e musicista canadese (Englewood, n. 1993)
- Jordan Chan, cantante, attore e ballerino cinese (Hong Kong, n. 1967)
- Jordan Davis, cantante statunitense (Shreveport, n. 1988)
- Jordan Pruitt, cantante e compositrice statunitense (Loganville, n. 1991)
- Jordan Pundik, cantante e chitarrista statunitense (Englewood, n. 1979)
- Jordan Rakei, cantante neozelandese (Tokoroa, n. 1992)

## Cantautori(3)
- Jordan Knight, cantautore e personaggio televisivo statunitense (Worcester, n. 1970)
- The Ready Set, cantautore e musicista statunitense (Fort Wayne, n. 1989)
- Jordan Smith, cantautore statunitense (Harlan, n. 1993)

## Cestiste(3)
- Jordan Adams, ex cestista e allenatrice di pallacanestro statunitense (Langley, n. 1981)
- Jordan Hooper, cestista statunitense (Alliance, n. 1992)
- Jordan Horston, cestista statunitense (Dallas, n. 2001)

## Ciclisti su strada(2)
- Jordan Jegat, ciclista su strada francese (Bignan, n. 1999)
- Jordan Labrosse, ciclista su strada e ciclocrossista francese (Cours-la-Ville, n. 2002)

## Danzatrici(1)
- Jordan Clark, ballerina e attrice canadese (Okotoks, n. 1991)

## Direttori della fotografia(1)
- Jordan Cronenweth, direttore della fotografia statunitense (Los Angeles, n. 1935 - Los Angeles, † 1996)

## Disc jockey(1)
- DJ Earworm, disc jockey statunitense (San Francisco, n. 1982)

## Ginnaste(1)
- Jordan Chiles, ginnasta statunitense (Tualatin, n. 2001)

## Ginnasti(1)
- Jordan Jovčev, ex ginnasta e dirigente sportivo bulgaro (Plovdiv, n. 1973)

## Giocatori di badminton(1)
- Jordan Yang, giocatore di badminton australiano (n. 2005)

## Giocatori di snooker(1)
- Jordan Brown, giocatore di snooker britannico (Antrim, n. 1987)

## Golfisti(1)
- Jordan Spieth, golfista statunitense (Dallas, n. 1993)

## Hockeisti su ghiaccio(6)
- Jordan Eberle, hockeista su ghiaccio canadese (Regina, n. 1990)
- Jordan Knackstedt, hockeista su ghiaccio canadese (Saskatoon, n. 1988)
- Jordan Leopold, ex hockeista su ghiaccio statunitense (Golden Valley, n. 1980)
- Jordan Parise, ex hockeista su ghiaccio statunitense (Faribault, n. 1982)
- Jordan Schroeder, hockeista su ghiaccio statunitense (Lakeville, n. 1990)
- Jordan Staal, hockeista su ghiaccio canadese (Thunder Bay, n. 1988)

## Informatici(1)
- Jordan Hubbard, programmatore statunitense (Honolulu, n. 1963)

## Lottatori(1)
- Jordan Burroughs, lottatore statunitense (Camden, n. 1988)

## Modelle(2)
- Jordan Emanuel, modella statunitense (Baltimora, n. 1994)
- Jordan Monroe, modella statunitense (Denison, n. 1986)

## Modelli(1)
- Jordan Barrett, modello australiano (Byron Bay, n. 1996)

## Nuotatori(3)
- Jordan Crooks, nuotatore britannico (George Town, n. 2002)
- Jordan Pothain, nuotatore francese (Échirolles, n. 1994)
- Jordan Wilimovsky, nuotatore statunitense (Malibù, n. 1994)

## Pallavoliste(3)
- Jordan Burgess, ex pallavolista statunitense (Estero, n. 1994)
- Jordan Larson, pallavolista e allenatrice di pallavolo statunitense (Fremont, n. 1986)
- Jordan Thompson, pallavolista statunitense (Edina, n. 1997)

## Pallavolisti(2)
- Jordan Ewert, pallavolista statunitense (Antioch, n. 1997)
- Jordan Schnitzer, pallavolista canadese (Surrey, n. 1999)

## Parolieri(1)
- Jerry Ragovoy, paroliere, produttore discografico e compositore statunitense (Filadelfia, n. 1930 - New York, † 2011)

## Pattinatori di short track(2)
- Jordan Malone, pattinatore di short track statunitense (Denton, n. 1984)
- Jordan Pierre-Gilles, pattinatore di short track canadese (Sherbrooke, n. 1998)

## Pattinatori di velocità su ghiaccio(2)
- Jordan Belchos, pattinatore di velocità su ghiaccio canadese (Toronto, n. 1989)
- Jordan Stolz, pattinatore di velocità su ghiaccio statunitense (West Bend, n. 2004)

## Piloti automobilistici(2)
- Jordan King, pilota automobilistico britannico (Warwick, n. 1994)
- Jordan Taylor, pilota automobilistico statunitense (Orlando, n. 1991)

## Pistard(1)
- Jordan Kerby, pistard e ciclista su strada australiano (Hervey Bay, n. 1992)

## Politici(1)
- Jordan Bardella, politico francese (Drancy, n. 1995)

## Produttori discografici(3)
- Juicy J, produttore discografico e rapper statunitense (Memphis, n. 1975)
- Pi'erre Bourne, produttore discografico, beatmaker e fonico statunitense (Fort Riley, n. 1993)
- Jordan Valeriote, produttore discografico e chitarrista canadese (n. 1987)

## Produttori televisivi(1)
- Jordan Schlansky, produttore televisivo e personaggio televisivo statunitense (n. 1973)

## Psicologi(1)
- Jordan Peterson, psicologo e saggista canadese (Edmonton, n. 1962)

## Rapper(4)
- Lil Debbie, rapper, modella e stilista statunitense (Albany, n. 1990)
- Playboi Carti, rapper statunitense (Atlanta, n. 1995)
- Dopebwoy, rapper olandese (Amsterdam, n. 1994)
- Badmómzjay, rapper tedesca (Brandeburgo sulla Havel, n. 2002)

## Registi(3)
- Jordan Galland, regista, musicista e scrittore statunitense (Farmington, n. 1980)
- Jordan River, regista italiano (Corigliano-Rossano, n. 1976)
- Jordan Vogt-Roberts, regista, scrittore e sceneggiatore statunitense (Detroit, n. 1984)

## Rugbisti a 15(3)
- Jordie Barrett, rugbista a 15 neozelandese (New Plymouth, n. 1997)
- Jordan Larmour, rugbista a 15 irlandese (Dublino, n. 1997)
- Jordan Petaia, rugbista a 15 australiano (Werribee, n. 2000)

## Scrittori(5)
- Jordan Belfort, scrittore, imprenditore e criminale statunitense (New York, n. 1962)
- Jordan Harper, scrittore e sceneggiatore statunitense (Springfield, n. 1976)
- Jordan Jovkov, scrittore bulgaro (Žeravna, n. 1880 - Plovdiv, † 1937)
- Jordan Radičkov, scrittore bulgaro (Montana, n. 1929 - Sofia, † 2004)
- Jordan Sonnenblick, scrittore statunitense (Fort Leonard Wood, n. 1969)

## Sollevatori(2)
- Jordan Bikov, ex sollevatore bulgaro (Pazardžik, n. 1950)
- Jordan Mitkov, ex sollevatore bulgaro (Asenovgrad, n. 1956)

## Tastieristi(1)
- Jordan Rudess, tastierista statunitense (New York, n. 1956)

## Tennisti(2)
- Jordan Kerr, ex tennista australiano (Adelaide, n. 1979)
- Jordan Thompson, tennista australiano (Sydney, n. 1994)

## Triplisti(1)
- Jordan Díaz, triplista cubano (L'Avana, n. 2001)

## Trovatori(3)
- Jordan Bonel, trovatore francese
- Jordan IV de L'Isle-Jourdain, trovatore francese (n. 1224 - † 1288)
- Jordan de l'Isla de Venessi, trovatore francese

## Tuffatori(2)
- Jordan Houlden, tuffatore britannico (Sheffield, n. 1998)
- Jordan Windle, tuffatore statunitense (Sihanoukville, n. 1998)

## Wrestler(1)
- JD McDonagh, wrestler irlandese (Bray, n. 1990)